# Gumrikskorn
Gumrikskorn, Hordeum distichon är ett tvåradigt korn, även kallat lantkorn.

## Beskrivning
Denna gräsart beskrevs av Carl von Linné.
Hordeum distichon ingår i släktet kornsläktet, och familjen gräs.
Inga underarter finns listade i Catalogue of Life.

## Bygdemål
| Namn                 | Trakt         | Not   |
| -------------------- | ------------- | ----- |
| Flatbygg             | Dalsland      | [ 5 ] |
| Flattring            | Västergötland | [ 5 ] |
| Flattring            | Småland       | [ 6 ] |
| Flattringskorn       | Västergötland | [ 5 ] |
| Flettring            | Öland         | [ 7 ] |
| Flättring            | Östergötland  | [ 6 ] |
| Gullandskorn Gumring | Gotland       | [ 8 ] |
| Ölandskorn           | Öland         | [ 7 ] |

Andra dialektala namn, utan hänvisning till viss trakt är: 
- Flata
- Flätting
- Flättringskorn
- Gumbrick
- Gumrik
- Gümmrick
- Toråsakorn

## Bildgalleri

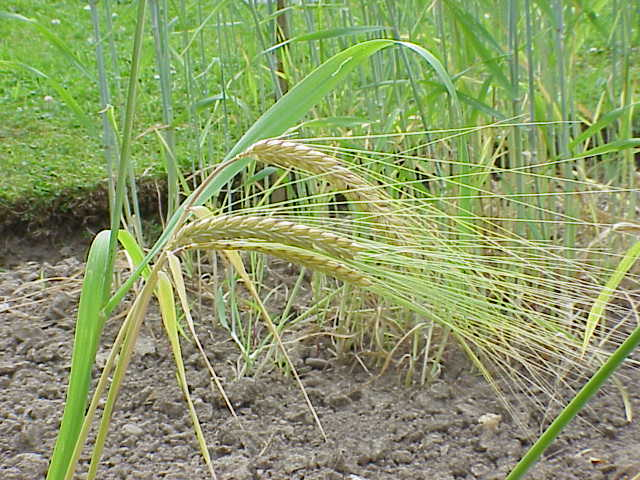
Här syns tydligt den tillplattade, tvåradiga formen, som återspeglas i bygdemålnamnen
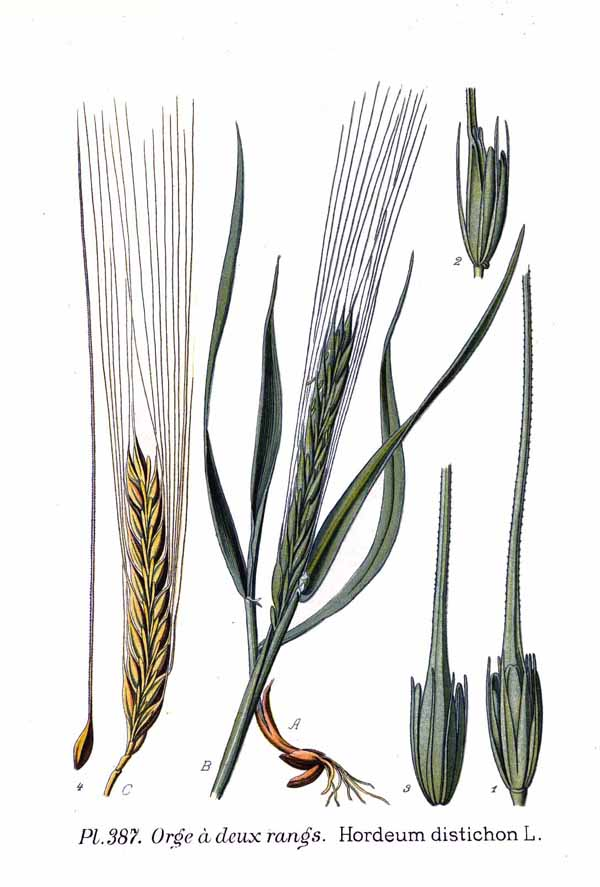
Källa: Atlas des plantes de France. 1891